# Типнер, Эвальд
Эвальд Типнер (эст. Evald Tipner; 28 февраля (13 марта) 1906, Ревель — 18 июля 1947, Таллин) — эстонский футболист, вратарь и нападающий, футбольный судья, хоккеист, легкоатлет. Игрок сборной Эстонии по футболу, хоккею с шайбой и с мячом.

## Биография

### Футбол
Основной позицией Типнера была вратарская, его называли «человеком с резиновыми руками». Считался одним из сильнейших футболистов довоенной Эстонии, на протяжении 16 лет выступал за сборную страны, сыграв рекордные на тот момент 66 матчей.
На клубном уровне всю карьеру в независимой Эстонии выступал за таллинский «Спорт». Дебютный матч (неофициальный) за команду сыграл 2 октября 1921 года против «Тервиса» из Пярну (4:0). 8-кратный чемпион (1922, 1924, 1925, 1927, 1929, 1931, 1932, 1933) и неоднократный призёр чемпионата Эстонии, по числу титулов уступает только 9-кратному чемпиону Хайнриху Паалю. В некоторых матчах выходил на поле на позиции нападающего. Всего в чемпионатах страны сыграл 122 матча и забил 18 голов, а во всех турнирах, с учётом товарищеских игр и матчей сборной — более 400 матчей и 37 голов. В 1941 году его клуб был преобразован советскими властями в «Спартак», вскоре Типнер завершил карьеру.
В национальной сборной дебютировал 3 июня 1924 года в товарищеском матче против Ирландии (1:3). Был в составе команды на Олимпиаде-1924, но в единственном матче эстонцев на поле не вышел. С 1932 года до конца карьеры был капитаном сборной. Участник отборочных турниров чемпионатов мира 1934 и 1938 годов. Ряд источников сообщает, что в игре против Швеции 11 июня 1933 года на 7-й минуте Типнер забил автогол, который стал первым голом в истории отборочных турниров чемпионата мира, однако другие источники записывают этот гол на счёт шведа Кроона. В составе сборной — трёхкратный чемпион Балтии (1929, 1931, 1938, лучший результат среди довоенных эстонцев наряду с Карлом-Рудольфом Силлаком). В девяти матчах оставлял свои ворота «сухими».
Одновременно с игровой карьерой судил матчи чемпионата Эстонии.

### Другие виды спорта
7-кратный чемпион Эстонии по хоккею с мячом (1924, 1928, 1929, 1930, 1931, 1932, 1935). Провёл 7 матчей за сборную страны по хоккею с мячом (1927-1934) на позиции нападающего и забил 9 голов.
Также сыграл один матч за сборную Эстонии по хоккею с шайбой (1924).
Серебряный (1926) и бронзовый (1927) призёр чемпионата Эстонии по лёгкой атлетике в тройном прыжке. Личные рекорды: прыжок в высоту 1,65, тройной 13,68.

## Личная жизнь
Родители — Ханс Типнер, мясник из Таллина, и Юлия Эренпрайс, родом из Нарвы, становившаяся королевой красоты в родном городе и вдова по первому браку. Детство Эвальд провёл в Нарве. Мать умерла в 1915 году, когда мальчику было 9 лет, также в детстве умер младший брат, оба — из-за проблем с лёгкими. В 1919 году семья переехала в Таллин, где отец повторно женился, а Эвальд устроился в спортивную секцию в Фалькпарке («Кассисаба»), где был одним из самых высоких.
Сестра Хели занималась теннисом и работала балериной в театре «Эстония».
Супруга с 1933 года — Хельга, в девичестве Мадиссон.
После окончания спортивной карьеры работал водителем.
Эвальд Типнер умер 18 июля 1947 года в Таллине в возрасте 41 год после тяжёлой болезни (туберкулёз). Похоронен на Лесном кладбище Таллина.

## Память
В 1970 году был признан лучшим вратарем Эстонии всех времен. В 2005 году спортивный историк Тийт Ляэне опубликовал книгу о нём.
С 2012 года Кубок Эстонии по футболу носит имя Эвальда Типнера.